# Schönbär

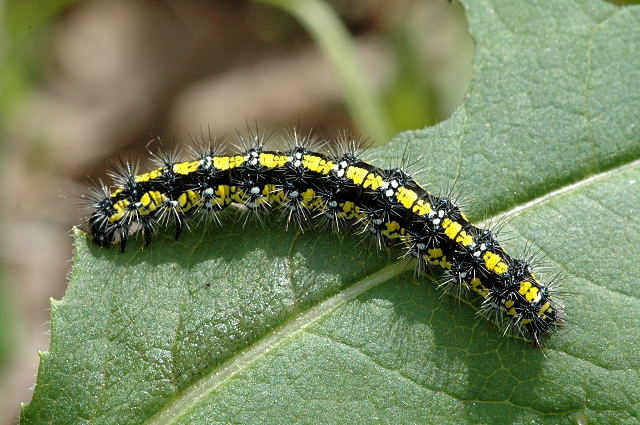
Raupe

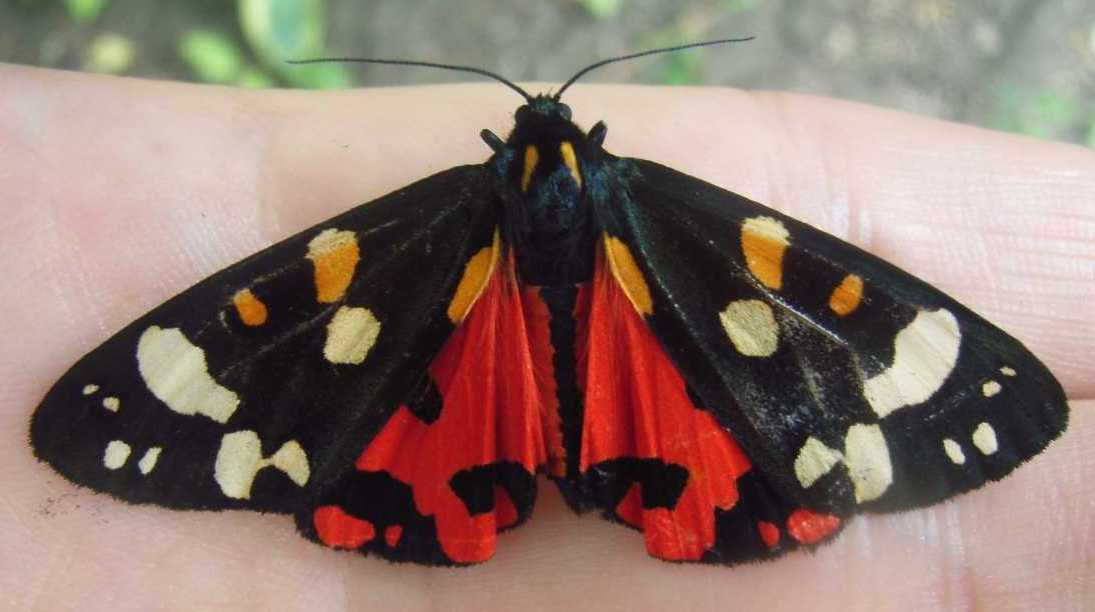
Schönbär zeigt die rot gefärbten Hinterflügel

Der Schönbär (Callimorpha dominula) ist ein Schmetterling (Nachtfalter) aus der Unterfamilie der Bärenspinner (Arctiinae). Der Schönbär war Schmetterling des Jahres 2010.

## Merkmale
Der schlanke Falter erreicht eine Flügelspannweite von 45 bis 60 Millimetern. Er hat schwarze Vorderflügel mit gelben bzw. orangen und weißen Flecken. Die Hinterflügel sind rot oder selten gelb und haben schwarze Flecken. 
Die Raupe wird ca. 40 Millimeter lang und ist dunkelgrau mit unterbrochenen gelben Streifen und kleinen weißen Punkten auf den Seiten und hat graue und schwarze Haare.

## Vorkommen
Die Art kommt in ganz Europa und Asien vor und bevorzugt sonnige bis halbschattige und feuchte Gebiete wie z. B. Bachufer, Sumpf- und Teichgebiete und feuchte Wälder und Waldwiesen.
Im süddeutschen Bergland und in niederen Lagen in den Alpen ist sie stellenweise sehr häufig. In Norddeutschland ist sie selten.

## Lebensweise
Die Art ist vorwiegend nachtaktiv, fliegt aber auch am Tag. Sie tritt in einer Generation pro Jahr auf. Ähnlich wie der Russische Bär besucht sie auch Blüten um Nektar zu saugen. 
Die Weibchen legen ihre Eier in kleinen Gruppen nebeneinander unter Blätter. Die schlüpfenden Raupen leben zunächst in Gruppen und überwintern auch gemeinsam zwischen Laub, werden aber nach dem Überwintern Einzelgänger. Sie verpuppen sich in einem weichen, weiß-grauen Gespinst am Boden. Die Falter schlüpfen im Juni. 
Die Raupen fressen Blätter von einer Vielzahl verschiedener Kräuter und Sträucher wie z. B.:
- Himbeere (Rubus idaeus)
- Salweide (Salix caprea)
- Gemeine Hasel (Corylus avellana)
- Große Brennnessel (Urtica dioica)
- Wegerich (Plantago spec.)
- Rote Heckenkirsche (Lonicera xylosteum)
- Fuchssches Greiskraut (Senecio fuchsii)
- Echtes Mädesüß (Filipendula ulmaria)
- Kohldistel (Cirsium oleraceum)